# Pyrrhopyge terra
Espèce
Pyrrhopyge terra est une espèce de lépidoptères (papillons) de la famille des Hesperiidae, de la sous-famille des Pyrginae, de la tribu des Pyrrhopygini et du genre Pyrrhopyge.

## Dénomination
Pyrrhopyge terra a été nommé par William Harry Evans en 1951.

### Nom vernaculaire
Pyrrhopyge terra se nomme Terra Firetip en anglais.

## Description
Pyrrhopyge terra est un papillon au corps trapu marron, avec les côtés du thorax et l'extrémité de l'abdomen rouge. 
Les ailes sont de couleur marron brillant avec une frange orange.

## Écologie et distribution
Pyrrhopyge terra est présent en Bolivie.

### Protection
Pas de statut de protection particulier.